# Johann-Nepomuk-Kirche (Leopoldstadt)

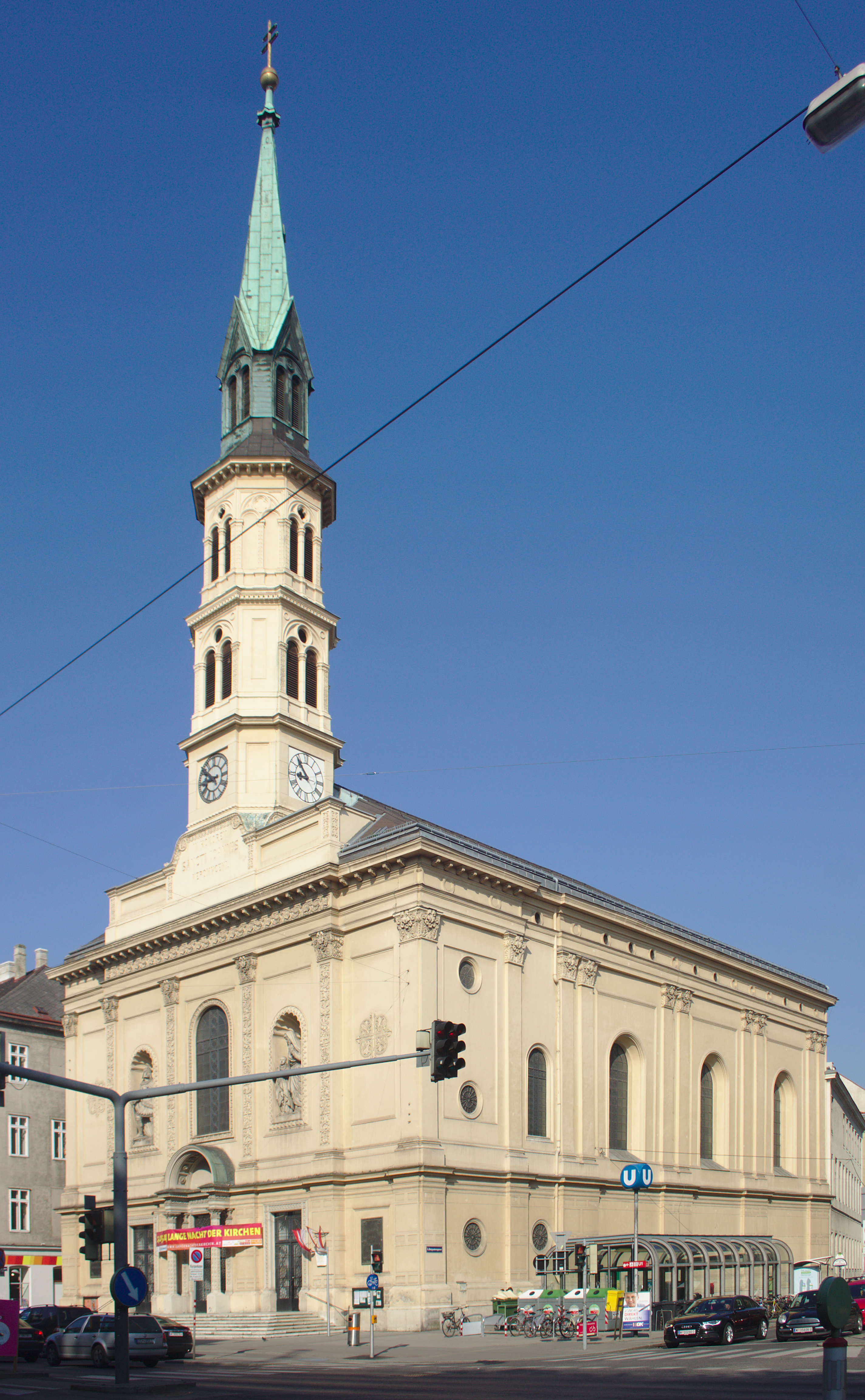
Pfarrkirche hl. Johannes Nepomuk in der Leopoldstadt

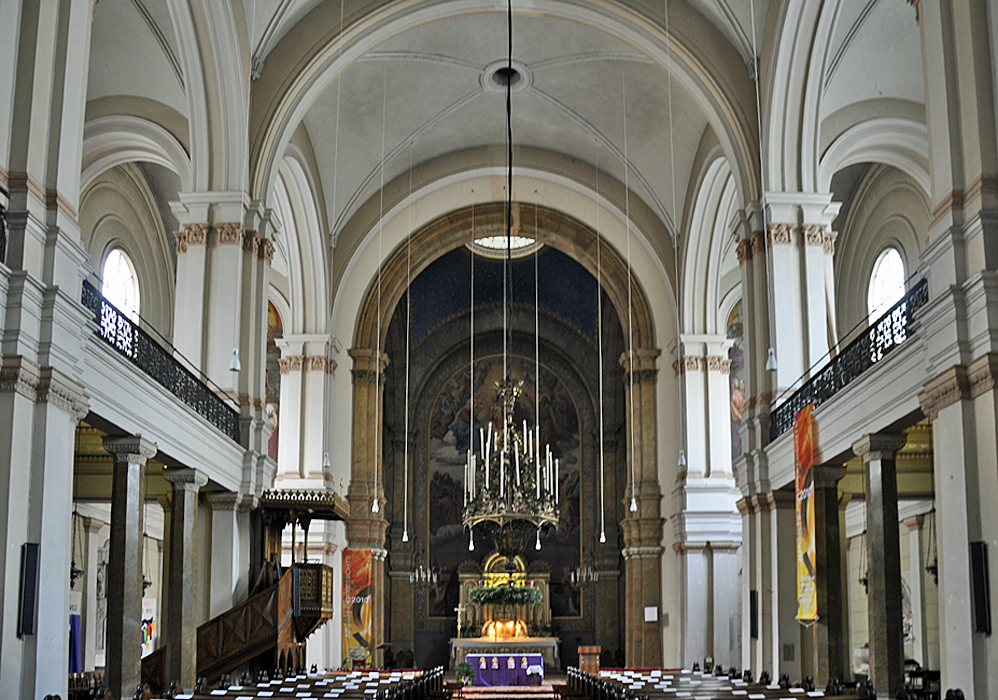
Innenansicht

Die Pfarrkirche Johannes Nepomuk (umgangssprachlich Nepomukkirche) ist eine römisch-katholische Pfarrkirche im 2. Wiener Gemeindebezirk, der Leopoldstadt, an der Praterstraße. Die Pfarre liegt im Dekanat 2/20 des zur Erzdiözese Wien gehörenden Vikariates Wien Stadt. Sie ist dem heiligen Johannes Nepomuk geweiht. Das Bauwerk steht unter Denkmalschutz.

## Lagebeschreibung
Die Hauptfront der Johann-Nepomuk-Kirche liegt an der Praterstraße, wobei sich das Kirchengebäude zwischen der Nepomukgasse und der Rotensterngasse befindet. An dieser besteht ein Abgang zur U-Bahn-Station Nestroyplatz.

## Geschichte

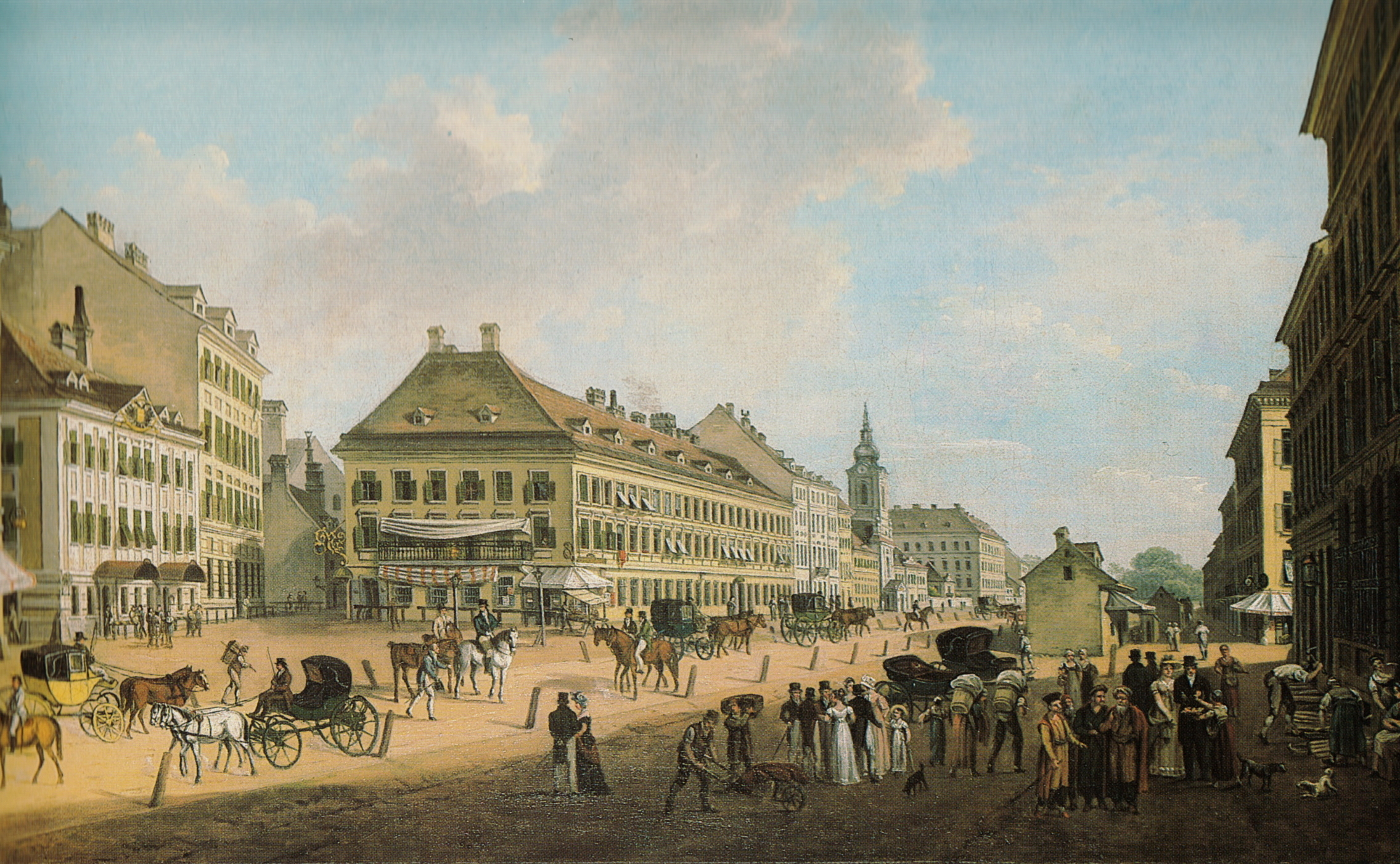
Ansicht der Praterstraße um 1825 mit der 1782 eingeweihten Vorgängerkirche im Hintergrund

Die Johann-Nepomuk-Kirche geht auf ein Muttergottesbild zurück, das im Haus Jägerzeile Nr. 7 in privater Andacht verehrt wurde. Die Kopie des Gnadenbildes Maria Pötsch in St. Stephan, auch „Rosa mystica in der Jägerzeile“ genannt, überstand 1729 einen Brand unversehrt und wurde deshalb in Folge als wundertätig verehrt. Das Gnadenbild wurde an einem Baum angebracht, wobei in der Folge eine hölzerne Kapelle darüber errichtet wurde. Nachdem die Einwohner der Jägerzeile zwischen 1730 und 1731 von einer Seuche verschont geblieben waren und das Bild zudem 1734 einen schweren Sturm überstanden hatte, der den Baum zersplitterte, stieg die Verehrung des Gnadenbildes an. Die Bewohner errichteten daraufhin eine steinerne Kapelle, die 1736 fertiggestellt und dem heiligen Johannes Nepomuk geweiht wurde. Da die Kapelle ein Verkehrshindernis darstellte, wurde die Kapelle 1780 abgetragen und durch einen Neubau des Baumeisters Franz Duschinger ersetzt. Die Weihe erfolgte am 17. März 1782, 1786 wurde die Kirche zur Pfarrkirche erhoben. Aufgrund des Bevölkerungswachstums wurde der Bau einer größeren Kirche notwendig. Nachdem die Kirche 1840 abgebrochen worden war, erfolgte zwischen 1841 und 1846 der Neubau durch Carl Rösner, wobei die Kirchenweihe am 18. Oktober 1846 erfolgte. 1945 wurde die Kirche durch Bombentreffer beschädigt.

## Architektur
Kirchenäußeres
Die Johann-Nepomuk-Kirche stellt einen wichtigen Kirchenbau des Frühhistorismus dar, wobei der blockhafte, kubisch geschlossene Bau mit seiner turmbekrönten Fassade der Praterstraße zugerichtet ist. Charakteristisch für das Bauwerk ist die typisch frühhistoristische flache Gliederung mit einem sparsamen, kleinteiligen Dekor. Äußerlich hat die Kirche eine fünfjochige Fassade, eine zweigeschoßige Außen- und Raumgliederung und einen dreigeschoßigen polygonalen Fassadenreiter mit hohem Spitzhelm. Über den drei Kirchenportalen befindet sich ein hohes Rundbogenfenster, das von zwei Nischen flankiert ist. Die Nischen beherbergen Figuren des heiligen Ferdinand (Franz Bauer) und der heiligen Anna (Josef Klieber).
Kircheninneres
Das Innere der Kirche verfügt über eine dreiachsige Vorhalle, der Hauptraum wurde dreischiffig und dreijochig errichtet, wobei die kreuzrippengewölbte Pfeilerhalle quattrocentesk-byzantinisierenden Formen ausgeführt wurde.

## Ausstattung
Der Hochaltar besteht aus Marmor und zeigt das Gnadenbild Marias, auf dessen Existenz sich die Kirche begründet. Die Altarwand wird von einem zwischen 1841 und 1844 von Leopold Kupelwieser gemalten Fresko dominiert, das die Aufnahme des heiligen Johannes Nepomuk in den Himmel darstellt. Die Stirnseiten des Querschiffs zeigen links die Anbetung der Hirten (Leopold Schulz, 1845) und rechts die Auferstehung Christi (Leopold Schulz, 1846).
Ein Mariahilf-Bild an der linken Wand wurde 1853 geweiht, es stellt eine Kopie des gleichnamigen Kunstwerks von Lucas Cranach der Ältere in Innsbruck dar. Der Kreuzweg besteht aus 14 Freskobildern, die zwischen 1844 und 1846 von Joseph Führich geschaffen wurden.

## Orgel

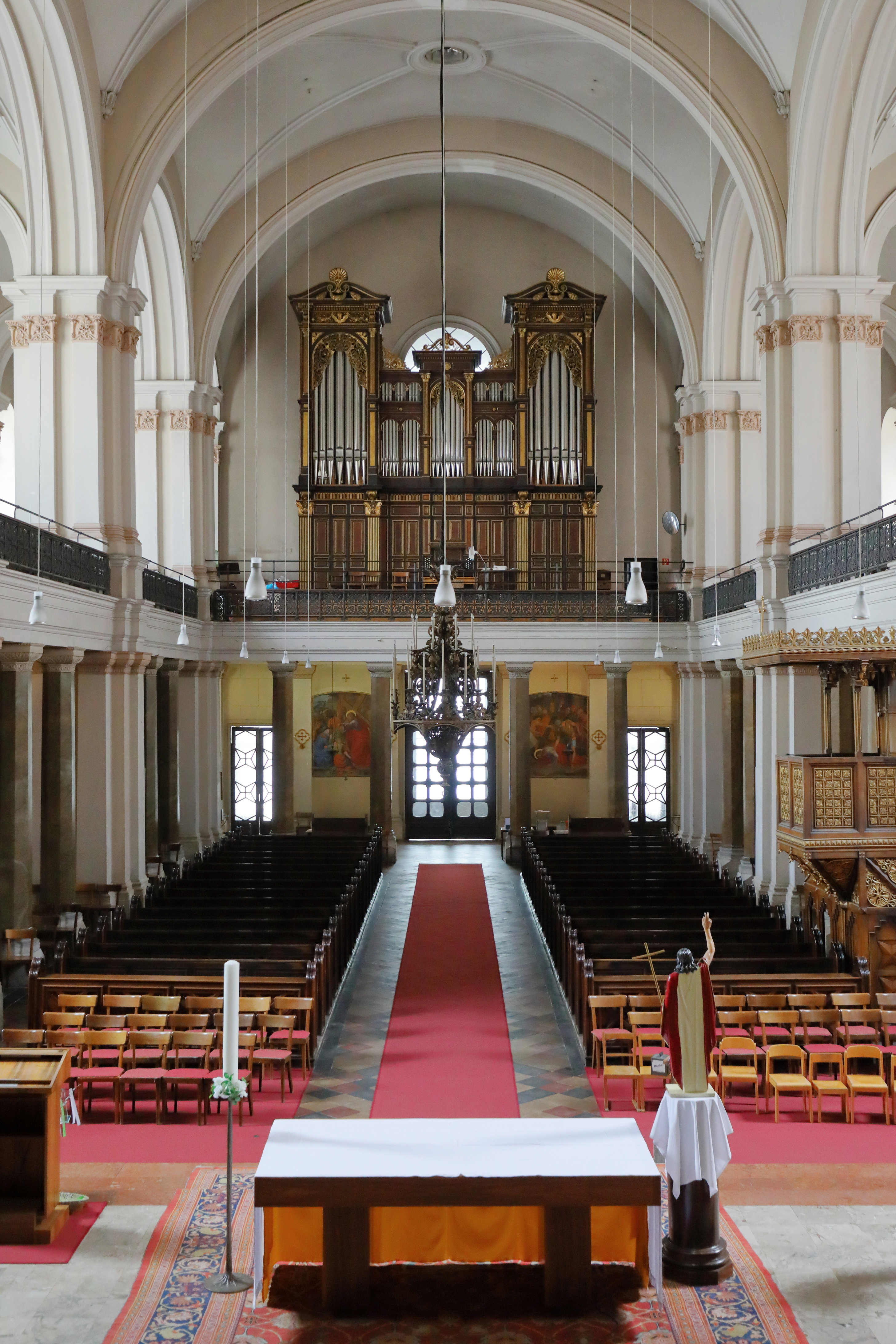
Blick auf die Orgel

Die Orgel der Kirche wurde 1989 von der Oberösterreichischen Orgelbauanstalt St. Florian hergestellt und 1990 geweiht. Das Orgelgehäuse steht unter Denkmalschutz; es stammt 1896 aus der Stadtpfarrkirche in Krems von Franz Capek und wurde hierher transferiert. Das Schleifladen-Instrument hat 27 Register auf zwei Manualen und Pedal. Die Trakturen sind mechanisch.
| I Hauptwerk C–g3 |              |       |
| 1.               | Bourdon      | 16′   |
| 2.               | Prinzipal    | 8′    |
| 3.               | Gemshorn     | 8′    |
| 4.               | Rohrflöte    | 8′    |
| 5.               | Oktav        | 4′    |
| 6.               | Flöte        | 4′    |
| 7.               | Quint        | 2 ⁄3′ |
| 8.               | Superoktav   | 2′    |
| 9.               | Mixtur IV-VI | 1 ⁄3′ |
| 10.              | Cornett V    | 8′    |
| 11.              | Trompete     | 8′    |

| II Schwellwerk C–g3 |                |       |
| 12.                 | Prinzipal      | 8′    |
| 13.                 | Bourdon        | 8′    |
| 14.                 | Viola          | 8′    |
| 15.                 | Unda maris     | 8′    |
| 16.                 | Oktav          | 4′    |
| 17.                 | Traversflöte   | 4′    |
| 18.                 | Cornettino III | 2 ⁄3′ |
| 19.                 | Flautino       | 2′    |
| 20.                 | Scharf IV      |       |
| 21.                 | Oboe           | 8′    |
|                     | Tremulant      |       |

| Pedalwerk C–f1 |            |     |
| 22.            | Prinzipal  | 16′ |
| 23.            | Subbass    | 16′ |
| 24.            | Oktavbaß   | 8′  |
| 25.            | Gedecktbaß | 8′  |
| 26.            | Oktav      | 4′  |
| 27.            | Posaune    | 16′ |

- Koppeln: II/I, I/P, II/P